# فرانک انگلفیلد
فرانک انگلفیلد (انگلیسی: Frank Englefield؛ اوت ۱۸۷۶ – Feb 1945) بازیکن فوتبال اهل بریتانیا بود.
از باشگاه‌هایی که در آن بازی کرده‌است می‌توان به باشگاه فوتبال ساوت‌همپتون اشاره کرد.